# Itamar Procaccia
Itamar Procaccia ((hébreu : איתמר פרוקצ'יה); né le 29 septembre 1949 à Tel-Aviv) est un physicien et chimiste israélien qui contribue aux domaines de la physique statistique, de la dynamique non linéaire, de la matière molle et de la turbulence.

## Biographie
Procaccia étudie la chimie à l'Université hébraïque de Jérusalem et obtient un baccalauréat en 1973 et un doctorat en chimie théorique en 1976. De 1977 à 1979, il est chercheur postdoctoral au Massachusetts Institute of Technology. Depuis 1979, il est à l'Institut Weizmann, où il devient professeur en 1985.
Avec Peter Grassberger, il introduit la dimension de corrélation comme mesure de la dimension fractale en 1983 (souvent appelée algorithme Grassberger-Procaccia).
Il est invité à l'Université de la ville de New York, à l'Institut des hautes études scientifiques, à Nordita, à l'Institut Isaac-Newton, à l'Université Rockefeller, à l'École normale supérieure de Lyon et à l'Université de Chicago, entre autres.
Il est membre de la société américaine de physique, de l'Institute of Physics, de l' académie Léopoldine et de l'académie royale danoise des sciences et des lettres. En 2009, il reçoit le prix Israël de physique. En 2017, il reçoit le prix de physique statistique et non linéaire attribué par la société européenne de physique.